# Dubenec (Dívčice)
Dubenec je vesnice, část obce Dívčice v okrese České Budějovice v Jihočeském kraji. Nachází se asi 1,2 kilometru severozápadně od Dívčic. Nachází se zde dvě fotbalová hřiště, tenisový kurt a jezdecký klub Tandem. V okolí vesnice je soustava rybníků a hrází.

## Historie

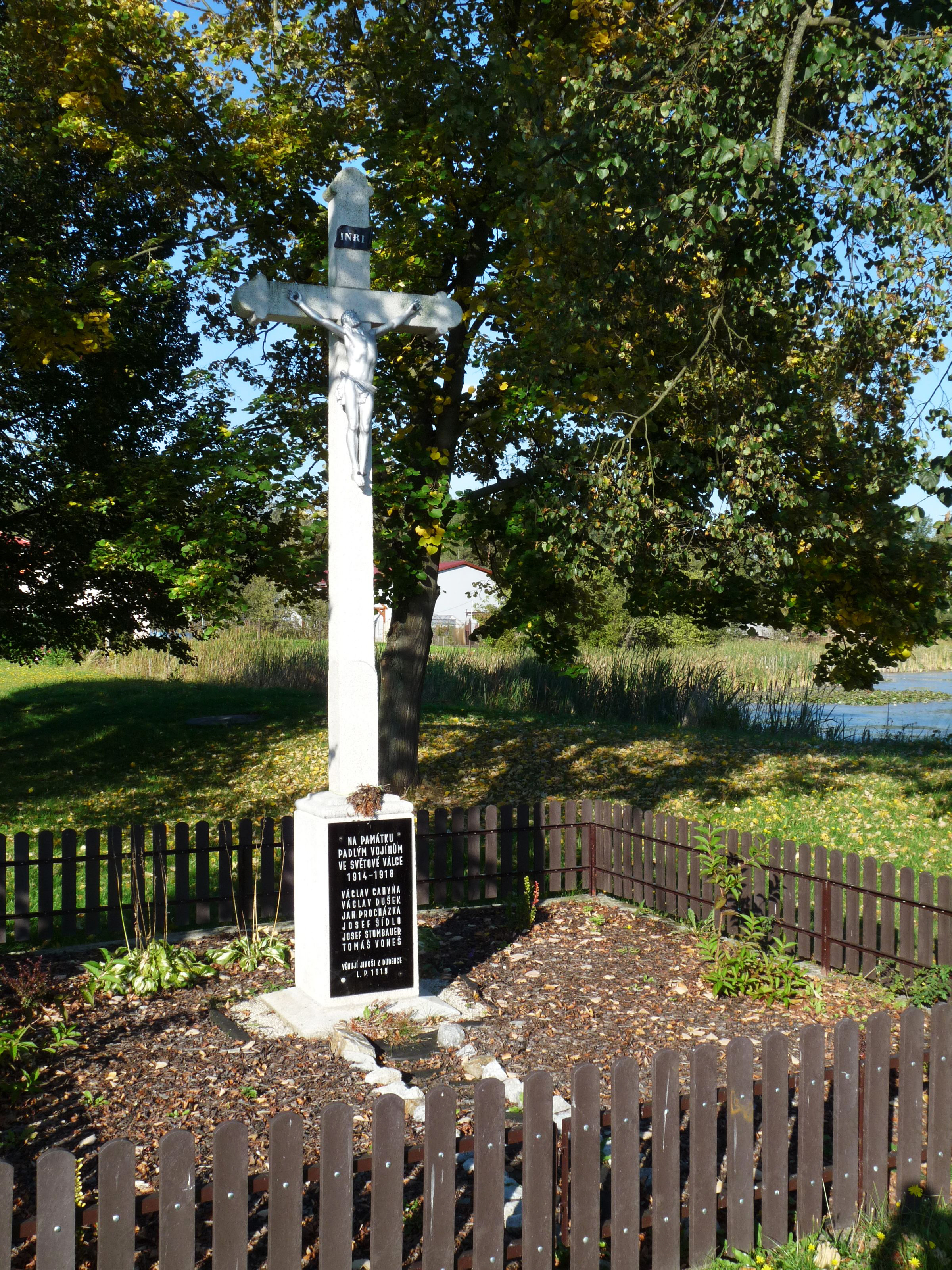
Kříž připomínající oběti první světové války

První písemná zmínka o vesnici pochází z roku 1344.

## Obyvatelstvo
| Rok            | 1869 | 1880 | 1890 | 1900 | 1910 | 1921 | 1930 | 1950 | 1961 | 1970 | 1980 | 1991 | 2001 | 2011 | 2021 |
| -------------- | ---- | ---- | ---- | ---- | ---- | ---- | ---- | ---- | ---- | ---- | ---- | ---- | ---- | ---- | ---- |
| Počet obyvatel | 130  | 121  | 160  | 144  | 184  | 147  | 194  | 174  | 167  | 139  | 122  | 75   | 79   | 71   | 87   |
| Počet domů     | 19   | 20   | 21   | 22   | 22   | 23   | 34   | 39   | 39   | 39   | 39   | 42   | 46   | 46   | 46   |

## Obecní správa
Po roce 1850 patřil Dubenec pod Zbudov, od roku 1920 byl samostatnou obcí mimo období 1943–1945 až do 11. června 1960, kdy se stal, stejně jako během války, částí Dívčic.

## Doprava
Nejbližší železniční stanice – Dívčice – je vzdálena necelý kilometr. Cesta k ní vede podél trati 190 (Plzeň – České Budějovice), na které stanice leží. V samotném Dubenci je autobusová zastávka. Linkové autobusy jezdí do Českých Budějovic, Dřítně, Zlivi a Týna nad Vltavou.

## Pamětihodnosti a zajímavosti
- Pomník obětem první světové války
- Bývalá kovárna na návsi
- Dům čp. 14 ve stylu selského baroka
- Ves sousedí s obcemi patřícími do komplexu tzv. Zbudovských Blat. Z východu je obklopena soustavou rybníků (Hlinavka, Svoletínek, Blatec, Vošů, Přední záblatský).
- Dubenec u Dívčic byl jedním z míst, kde bylo prověřováno umístění jihočeské jaderné elektrárny. Nakonec však volba padla na obec Temelín.